# Fabienne Jacob
Pour les articles homonymes, voir Jacob (homonymie).
Fabienne Jacob, née le 25 novembre 1959 à Créhange en Moselle, est une écrivaine française.

## Biographie
Fabienne Jacob grandit à Guessling-Hémering en Lorraine, où elle vit jusqu’à ses 17 ans. Elle n’a pas le français comme langue maternelle mais le ditsch qu'elle a longtemps pratiqué. En 2014, elle en fait la description suivante : 

« Ma langue maternelle, le platt, a été ensevelie sous plusieurs sédiments de français. Honte et transhumance sociale obligent. Mais au fond de moi, elle a toujours continué d’irradier comme un diamant noir. Je la soupçonne même d’être à l’origine de mon écriture. La matrice. »

Elle a enseigné à Mayotte avant de rejoindre Paris où elle a exercé diverses professions, notamment dans l'édition, avant de se consacrer à l'écriture. Romancière, elle est l'auteure d'une œuvre romanesque qui explore le corps, la sensation et l'origine et a été nommée à deux reprises au prix Femina.

Son roman Corps a été très remarqué par la critique. Le plus beau compliment, dit-elle, qu'on lui ait fait est celui d'une lectrice : 

« Fabienne Jacob écrit toujours le même livre, mais je lirai encore le prochain… »

## Œuvres
- Les après-midi, ça devrait pas exister, Paris, Éditions Buchet/Chastel, 2003, 113 p.  (ISBN 2-283-02033-6) Prix Renaissance de la nouvelle 2005.
- Des louves, Paris, Éditions Buchet/Chastel, 2006, 120 p.  (ISBN 978-2-283-02102-6)
- Corps, Paris, Éditions Buchet/Chastel, 2010, 156 p.  (ISBN 978-2-283-02465-2)[4] Prix Thyde Monier 2010 de la Société des gens de lettres.
- L’Averse, Paris, Éditions Gallimard, coll. « Blanche », 2012, 135 p.  (ISBN 978-2-07-013783-1)[1],[5] Prix des lecteurs du Var 2013.
- Mon âge, Paris, Éditions Gallimard, coll. « Blanche », 2014, 176 p.  (ISBN 978-2-07-014592-8)
- Les Séances, Paris, Éditions Gallimard, coll. « Blanche », 2016, 144 p.  (ISBN 978-2-07-019669-2)
- Un homme aborde une femme : roman, Paris, Buchet/Chastel, 2018, 192 p. (ISBN 978-2-283-03192-6) Prix Erckmann-Chatrian 2018.
- Ma meilleure amie, Buchet/Chastel, 2021